# AD Scientific Index
L' AD Scientific Index o Alper-Doger Scientific Index è un sistema di classificazione e analisi di livello mondiale basato sulla performance scientifica e sul valore aggiunto della produttività scientifica dei singoli scienziati.

## Storia
L'indice scientifico è stato sviluppato dai professori Murat Alper e Cihan Doger ed ha iniziato a pubblicare le classifiche universitarie nel 2021.